# Алата
Алата (фр. Alata) насеље је и општина у Француској у региону Корзика, у департману Јужна Корзика која припада префектури Ајачо.
По подацима из 2011. године у општини је живело 2998 становника, а густина насељености је износила 98,72 становника/km². Општина се простире на површини од 30,37 km². Налази се на средњој надморској висини од 450 метара (максималној 782 m, а минималној 0 m).

## Демографија
| 1962. | 1968. | 1975. | 1982. | 1990. | 1999. | 2011. |
| ----- | ----- | ----- | ----- | ----- | ----- | ----- |
| 391   | 410   | 452   | 1.132 | 2.077 | 2.459 | 2.998 |

График промене броја становника у току последњих година